# Aspidolea ecuadoriana
Aspidolea ecuadoriana är en skalbaggsart som beskrevs av S. Endrödi 1985. Aspidolea ecuadoriana ingår i släktet Aspidolea och familjen Dynastidae. Inga underarter finns listade.